# Blu (Zucchero Fornaciari)
Blu è un singolo del cantante italiano Zucchero Fornaciari pubblicato il 1º ottobre 1998 dalla Polydor come primo estratto dall'album Bluesugar.

## Descrizione
Il brano è stato proposto in tre versioni, una italiana con testo di Pasquale Panella, una inglese dal titolo Blue, usata per il mercato internazionale, il cui testo è stato scritto da Bono, e una versione in lingua spagnola, dal titolo Blu (Lo que sueño) incisa con Rosana per l'edizione latina dell'album Bluesugar. Ha ottenuto frequenti passaggi sia nelle radio italiane, dove ha raggiunto il primo posto, che nelle radio europee.
Nel 2004 la versione inglese della canzone viene inserita all'interno della raccolta Zu & Co. Blue appare, qui, incisa in due versioni, una destinata al mercato italiano ed internazionale in duetto con Sheryl Crow ed una seconda, più rara, in duetto con Ilse DeLange, destinata al solo mercato olandese.
Nel 2007, Blu è l'unico brano proveniente dall'album Bluesugar ad essere inserito nella raccolta All the best.
Nel 2014, durante il concerto al Madison Square Garden di New York per l'Americana Tour, Zucchero ha eseguito dal vivo la canzone in duetto con Elisa.

## Tracce
Testi e musiche di Zucchero eccetto dove diversamente indicato.

### CD singolo
Blu
- COD: Polydor 567 840-2

1. Blu (Edit Italian Version) – 4:05 (testo: Zucchero, Pasquale Panella)
2. Nothing to Lose – 4:49 (testo: Zucchero, Alberto Salerno, C. Difford)

- COD: Polydor 5002 502

1. Blu (Edit Italian Version) – 3:59 (testo: Zucchero, P. Panella)
2. Blu – 5:48 (testo: Zucchero, P. Panella)

Blue
- COD: Polydor 5002 503

1. Blue (Edit English Version) – 3:59 (testo: Zucchero, Bono)
2. Blu (Edit Italian Version) – 3:59 (testo: Zucchero, P. Panella)

Blue (ft. Ilse DeLange)
- COD: Universal 987 044-8 (2005)

1. Blue (feat. Ilse DeLange) (Edit English Version) – 4:03 (testo: Zucchero, Bono)
2. Blue (feat. Ilse DeLange) – 4:47 (testo: Zucchero, Bono)

### CD Maxi
Blue (Remixes)
- COD: Polydor 561 193-2

1. Blue – 4:32 (testo: Zucchero, Bono)
2. Blue (Instrumental) – 4:30
3. Blue (Edit English Version) – 3:59 (testo: Zucchero, Bono)

Blue
- COD: Polydor 567 841-2

1. Blue (Edit English Version) – 4:05 (testo: Zucchero, Bono)
2. Nothing to Lose – 4:49 (testo: Zucchero, A. Salerno, C. Difford)
3. Eppure non t'amo – 4:43
4. Blu (Edit Italian Version) – 4:05 (testo: Zucchero, P. Panella)

Blu (Lo que sueño)
- COD: Universal CDP2-00282 (1999)

1. Blu (Lo que sueño) (feat. Rosana) – 4:05 (testo: Zucchero, Rosana)
2. Blu (Edit Italian Version) – 3:59 (testo: Zucchero, P. Panella)
3. Blue – 5:49 (testo: Zucchero, Bono)

## Il video
- Blu, su YouTube.

## Classifiche

### Classifiche settimanali
| Classifica (1998-99) | Posizione massima |
| -------------------- | ----------------- |
| Europa               | 100               |
| Francia              | 70                |
| Italia               | 2                 |
| Svizzera             | 35                |
| Classifica (2005)    | Posizione massima |
| Paesi Bassi          | 10                |

### Classifiche di fine anno
| Classifica (1998) | Posizione |
| ----------------- | --------- |
| Italia            | 23        |
| Classifica (2005) | Posizione |
| Paesi Bassi       | 166       |

## Accuse di plagio
In seguito alla pubblicazione di Bluesugar, e del suo singolo Blu, Zucchero fu accusato di plagio dal collega Michele Pecora. Quest'ultimo, che in passato si era avvalso della collaborazione del bluesman reggiano per la composizione del brano Te ne vai, accusò Zucchero di avere copiato la melodia e parte di testo di Era lei, per il suo brano Blu.
All'epoca andò in onda su Striscia la notizia un servizio in cui Zucchero si vide consegnare il Tapiro d'Oro da Valerio Staffelli e reagì in modo adirato, complice la convinzione che il servizio su di lui fosse finito (e durante il quale aveva mantenuto contegno e ironia) e l'ulteriore incalzare delle domande di Staffelli.
La vicenda, finita in tribunale, si risolse con la completa assoluzione di Zucchero, Pasquale Panella (coautore del testo del brano) e della casa discografica Universal Music Group.
Anni più tardi, Zucchero ha raccontato nel suo libro autobiografico Il suono della domenica - Il romanzo della mia vita che, nonostante l'assoluzione ("dal punto di vista musicale l'accusa era ridicola, facendo una ricerca sulle scale discendenti e ascendenti il perito dimostrò che ci sono almeno duemila canzoni che possono assomigliare a questa"), nessuno, men che meno il creatore di Striscia la notizia Antonio Ricci, si era preoccupato di commentare la conclusione della vicenda.